# 中国审计博物馆
中国审计博物馆位于江苏省南通市崇川区濠河北岸、濠北路518号，西邻中国珠算博物馆，由国家审计署批准中国审计学会、江苏省审计厅和南通市政府共同筹建，该馆以中国不同历史时期的审计制度、审计管理、审计活动、审计发展脉络及其中所体现出的审计文化为主要展示内容，为中国国内唯一以国家审计为主题的专题博物馆，也是世界上第一家国家审计博物馆，展馆面积约5000平方米。